# Озброєння військ Київської Русі
Озброєння військ Київської Русі — озброєння, яке використовувалося військом Русі під час бойових дій. Складається з різних видів зброї: холодної, метальної, метальних машин та ін. За функціональними ознаками зброя поділяється на зброю ближнього і дальнього бою та на рублячу, колючу й ударну. Всі ці види зброї є водночас наступальними й захисними. Вояками Київської Русі використовувалася як зброя власного виробництва так трофейна і придбана. Основною бойовою силою війська Київської Русі складала добре озброєна і навчена дружина, що складалася з професійних бійців. Дружина могла швидко і несподівано переміщатися на великі відстані, часто переміщалася на кораблях здійснюючи несподівані морські десанти. Саме в раті була найкраща зброя і обладунки, іншу частину військ Київської Русі складали вої, що набиралися з вільних селян і городян на час військових дій. Вої були легко озброєною піхотою. Третю частину військ складали добровільні або наймані підрозділи що складалися з іноземців.

## Озброєння

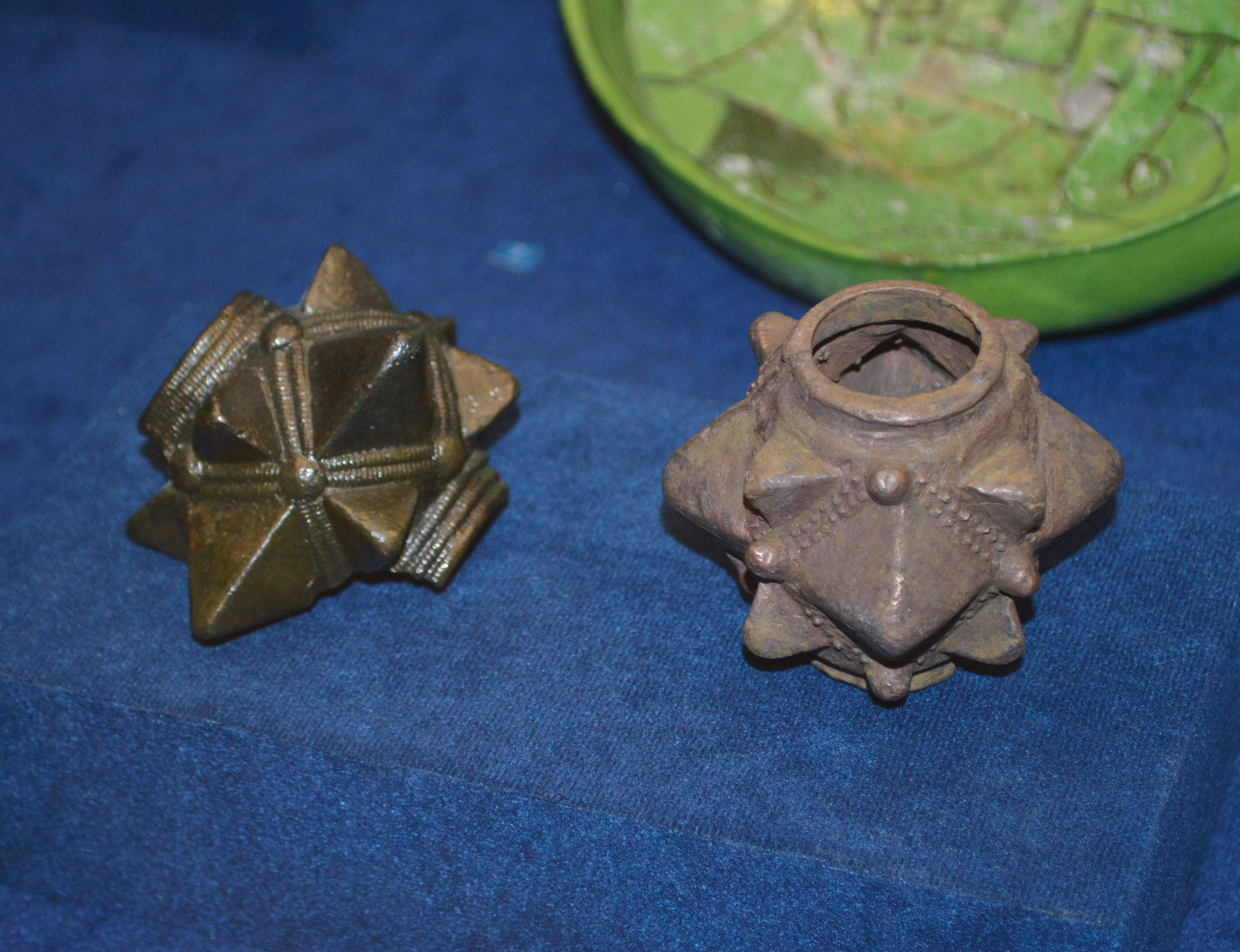
Шиповане навершшя бронзової булави

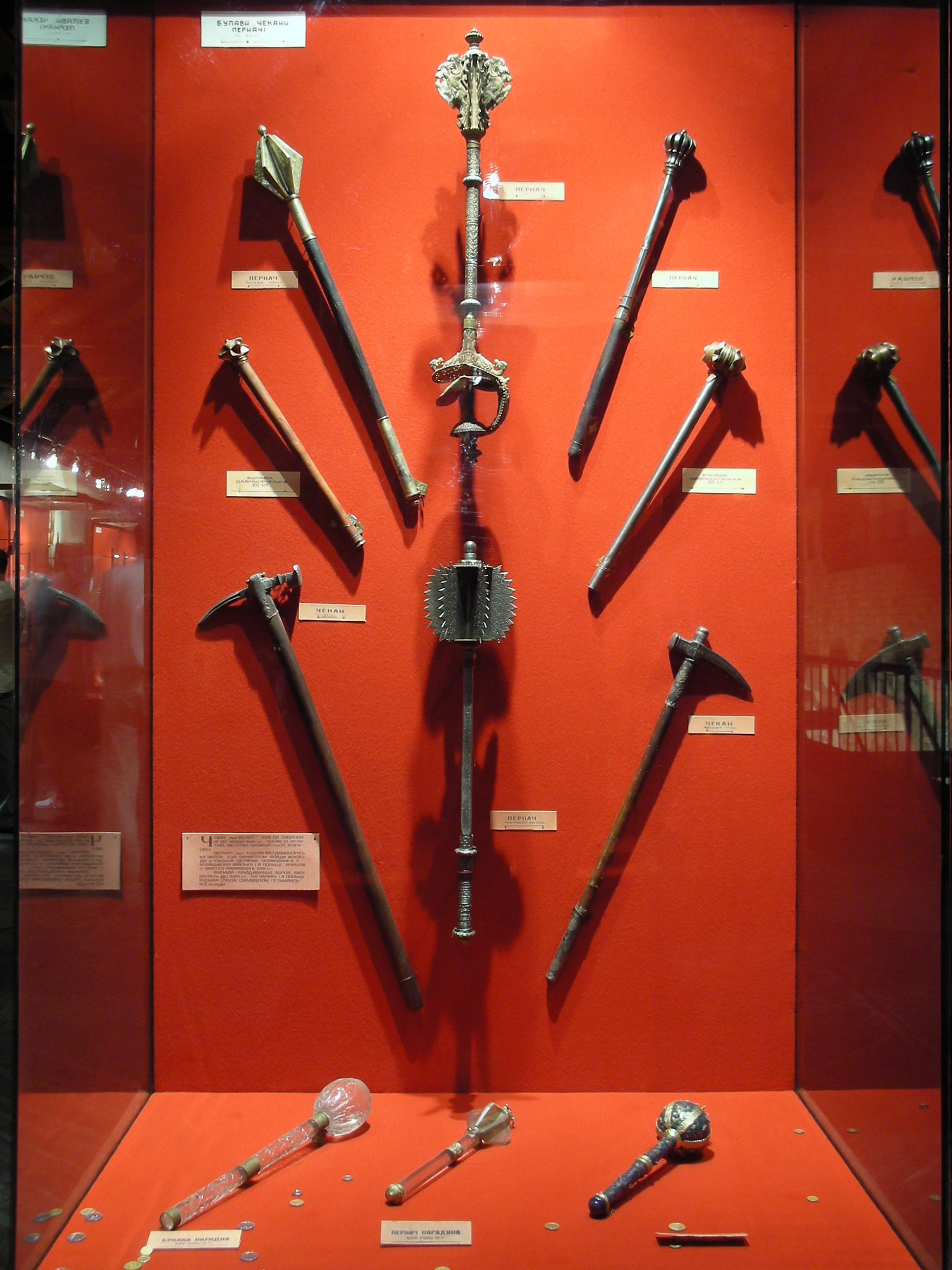
Клевці та пірначі

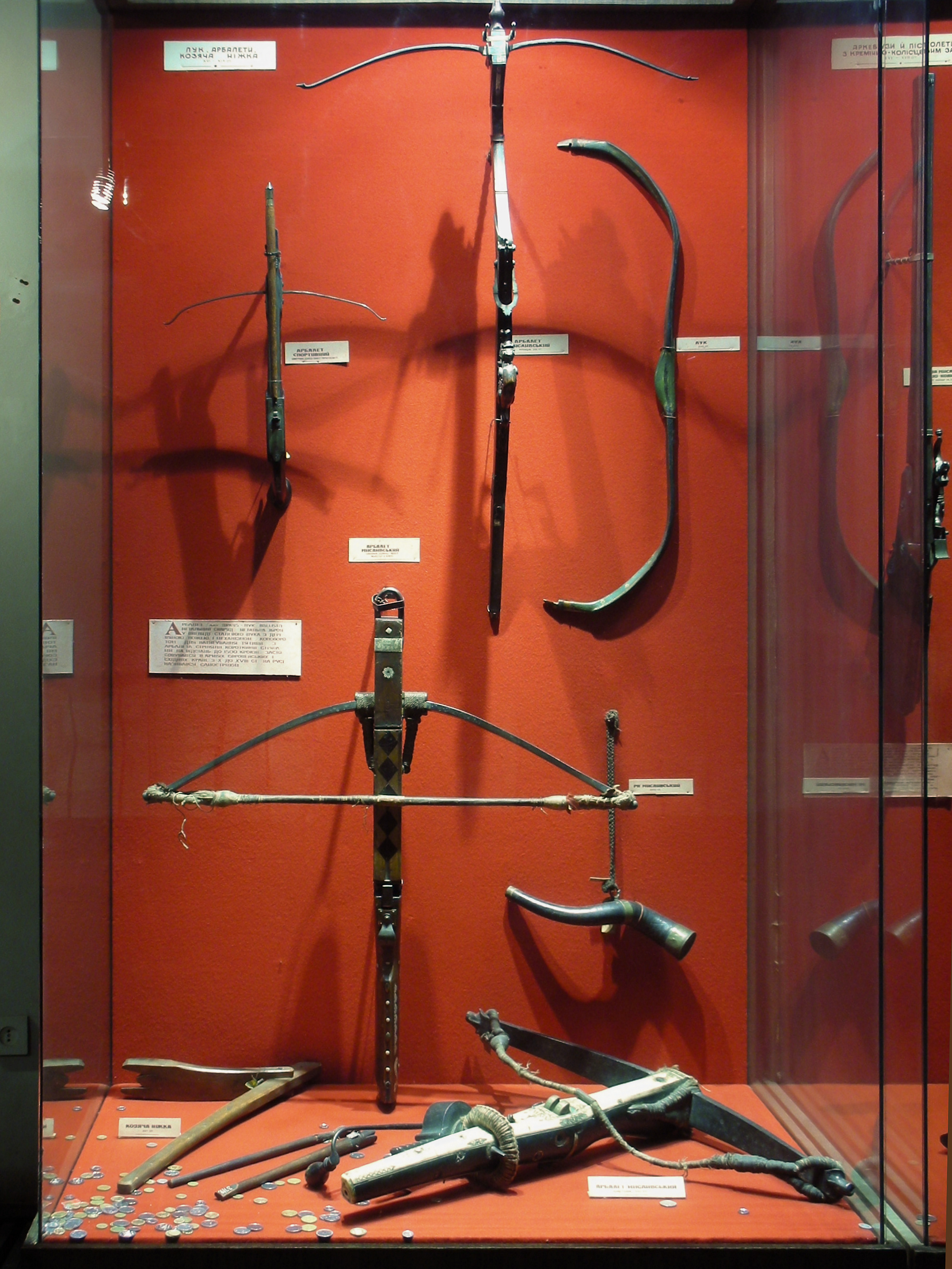
Арбалети

Зброя Київської Русі створювалась в умовах ведення війни, з одного боку з важкоозброєнним європейським противником, а з другого — із швидкими і маневреними кінними степовиками. З урахуванням цих особливостей у розвитку війська на півночі і півдні зброя набула різноманітності задля протистояння найрізноманітнішим супротивникам. Початково згідно зі станом меч не був зброєю простолюдинів, а лук заможних дружинників. Арсенал професійних вояків складали мечі, списи і бойові сокири укупі з більш міцними обладунками, у той час як решта війська здебільшого мала на озброєнні універсальні сокири разом з метальною зброєю та менш потужне захисне озброєння.
У IX—X ст. складається відносно сталий, протягом тривалого часу, комплекс озброєння, який збагачується кістенями та булавами з чотиригранними шипами. Більшого вжитку зазнають пластинчасті обладунки, кольчуги та шоломи. Додаються елементи західного зброярства — каролінгські мечі та круглі щити вікінгів з умбонами, розповсюджуються шаблі.
У XI—XIII ст. бойове застосування сокири знижується, вона лишається на озброєнні переважно інженерних військ, до XII ст. їх виробництво спрощується, найбільшого поширення набувають чекани та бороноподібні сокири. Протягом XII—XIII ст. провідне становище стверджується за кінною дружиною, серед рублячо-колючої зброї провідне місце займають більш пристосовані до кавалерійського бою романські мечі, кавалерійські списи отримують спеціалізовані, задля ураження різних цілей, накінечники. Ще від XII ст. зброї надається підвищенна бронебійність: оскільки обладунки поступово підвищують свою захисну здатність на озброєнні з'являються дроблячі засоби — клевець та пірнач, арбалети з бронебійними стрілами, замість пласких набувають поширення гранчасті, більш придатні до пробиття кольчуг, леза кинджалів.

## Зброя

### Холодна зброя
- Довбня з шипами
- Ніж
- Кинджал
- Меч
- Шабля
- Рогатина
- Спис
- Бойова сокира
  - Бородоподібна сокира
  - Скандинавська сокира
- Клевець
- Обушок (Кистінь)
- Булава
- Пірнач

### Метальна зброя
- Сулиця
- Лук
- Арбалет

### Облогові машини
- Порок
- Гуляй-город
- Облогова вежа

### Флот
- Лодія

## Обладунки
- Чернігівський шолом
- Шолом з напівмаскою